# Home of the Brave (2006)
Home of the Brave ist ein US-amerikanischer Kriegsfilm unter Regie von Irwin Winkler und hatte seine Weltpremiere am 15. Dezember 2006 in New York City. In Deutschland erschien er direkt auf DVD. Der Film wurde in Marokko und in Spokane (Washington) gedreht. Seine Produktionskosten betrugen schätzungsweise 12 Millionen US-Dollar. Der Titel (englisch für ‚Heimat der Tapferen‘) stammt aus der amerikanischen Nationalhymne.

## Handlung
Der Film erzählt die Geschichte der US-amerikanischen Soldaten, die 2003 im dritten Golfkrieg eingesetzt werden. Kurz vor der Heimkehr werden sie in einen Ort in der Nähe von Bagdad geschickt, in den sie medizinisches Material bringen sollen. Die Einheit gerät in einen Hinterhalt, wird beschossen, mit einer ferngezündeten Bombe angegriffen und erleidet schwere Verluste.
Die Überlebenden kehren heim, wo sie zum Teil mit ihren Verletzungen und besonders mit ihren psychischen Traumata konfrontiert werden. Der Versuch, sich wieder in das zivile Leben zu integrieren, wird am Schicksal von vier Menschen dargestellt.
Der Arzt Dr. Will Marsh wird im Krieg traumatisiert, als er mehrere Schwerverwundete behandeln muss, denen zum Teil Finger, Arme oder Beine abgerissen wurden. Er kann es sich nicht verzeihen, dass er nicht alle retten konnte. Und die Bilder dieser Verwundeten lassen ihn auch in der Heimat nicht mehr los. Er kann nachts nicht schlafen und fängt an zu trinken. Mit seinem Sohn, der gegen den Krieg und seinen Vater rebelliert, gerät er immer wieder in Streit. Durch sein Alkoholproblem kann er seine Arbeit als Chirurg nicht mehr wie früher erfüllen, und er gerät immer wieder mit seiner Familie in Konflikt. Durch die Liebe und die Hilfe seiner Frau gelingt es ihm aber, sich einer Psychotherapie zu unterziehen und seine Kriegserlebnisse zu verarbeiten.
Die Sportlehrerin Vanessa Price dient im Krieg als Lastwagenfahrerin. Bei dem Hinterhalt wird sie durch die Bombenexplosion verletzt und im Krankenhaus muss ihr die rechte Hand amputiert werden. Nach einer schweren Zeit in einer Rehabilitationsklinik ist sie glücklich, wieder bei ihrer Familie zu sein. Die früher selbstbewusste Sportlehrerin ist durch ihre Kriegsverletzung stark verunsichert und muss erst lernen, mit ihrer neuen Situation und ihrer Handprothese umzugehen. Sie trennt sich von ihrem Freund und weist andere Menschen zurück, die ihr helfen wollen. Erst später gelingt es ihr, sich anderen Menschen zuzuwenden und eine neue Liebe zu finden.
Der Soldat Tommy Yates, der selbst verletzt wird, muss bei dem Angriff auf die Lastwagenkolonne mit ansehen, wie sein bester Freund Jordan Owens getötet wird. Er fühlt sich am Tod seines Freundes Jordan schuldig. In die Heimat zurückgekehrt, muss er feststellen, dass sein ehemaliger Chef seinen Arbeitsplatz als Waffenverkäufer bereits an einen anderen vergeben hat. Er nimmt deshalb zunächst eine Arbeit als Ticketverkäufer in einem Kino an. Nachts kann er nicht schlafen und fährt ziellos mit seinem Auto durch die Stadt. Sein Vater, ein Automechaniker, möchte, dass er Polizist wird, und beschimpft ihn als Weichei, als er erfährt, dass er eine Therapiegruppe aufsuchen will. Tommy ist aber nicht dazu bereit, Polizist zu werden, und fühlt sich fremd in seinem eigenen Land. Er entschließt sich deshalb, gegen den Willen seiner Familie wieder in den Irak zu gehen, da er der Meinung ist, dass er seinen Kameraden dort helfen muss.
Der Soldat Jamal Aiken ist mit Tommy Yates und Jordan Owens befreundet. Jamal wird traumatisiert, als er bei der Erstürmung eines Hauses versehentlich eine irakische Frau – wahrscheinlich eine Zivilistin – tötet. Zurück in der Heimat hat Jamal gesundheitliche Probleme und erhält von staatlicher Seite keine Hilfe. Als er mehrmals von seiner Freundin Keisha, die in einem Café arbeitet, abgewiesen wird, nimmt er seine Freundin und weitere Personen im Café als Geiseln. Er will Keisha damit zwingen, ihm zuzuhören. Sein Freund Tommy, den er rufen lässt, möchte ihm helfen und versucht ihn zu überreden, ihm seine Pistole zu geben. Die Situation endet tragisch, als sich Jamal absichtlich von den Polizisten erschießen lässt.
Der Film endet mit dem Zitat von Machiavelli: Wars begin where you will, but they do not end where you please. (dt.: Kriege beginnen, wo du es wünscht, aber sie enden nicht dort, wo es dir gefällt).

## Rezeption
Home of the Brave erhielt ein schlechtes Presseecho, was sich auch in den Auswertungen US-amerikanischer Aggregatoren widerspiegelt. So erfasst Rotten Tomatoes größtenteils kritische Besprechungen und ordnet den Film dementsprechend als „Gammelig“ ein. Laut Metacritic fallen die Bewertungen im Mittel „Durchwachsen oder Durchschnittlich“ aus.
Jason Buchanan schrieb im All Movie Guide, der Film sei ein bewegendes psychologisches Kriegsdrama.
Lisa Schwarzbaum schrieb in der Zeitschrift Entertainment Weekly vom 13. Dezember 2006, der Regisseur habe das falsche Meisterwerk (Die besten Jahre unseres Lebens) zur falschen Zeit kopiert. Das Vorhaben sei nobel, doch das Drehbuch sei nicht subtil genug und zu erklärend.
Sheryl Crow wurde im Jahr 2007 für den Song Try Not to Remember für den Golden Globe Award nominiert. Jessica Biel und Samuel L. Jackson erhielten Nominierungen für den Prism Award.

## Belege und weiterführende Informationen
1. ↑  Premierendaten für Home of the Brave, abgerufen am 5. Juli 2007
2. ↑  Filming locations für Home of the Brave, abgerufen am 5. Juli 2007
3. ↑  Box office / business für Home of the Brave, abgerufen am 5. Juli 2007
4. 1 2  Home of the Brave. In: Rotten Tomatoes. Fandango, abgerufen am 27. Dezember 2024 (englisch, aggregiert aus 57 Kritiken).
5. 1 2  Home of the Brave. In: Metacritic. Abgerufen am 27. Dezember 2024 (englisch, aggregiert aus 15 Kritiken).
6. 1 2  Jason Buchanan: Home of the Brave (Memento vom 14. Mai 2021 im Internet Archive) bei AllMovie (englisch)
7. ↑  Kritik von Lisa Schwarzbaum (Memento des Originals vom 18. Juli 2007 im Internet Archive)  Info: Der Archivlink wurde automatisch eingesetzt und noch nicht geprüft. Bitte prüfe Original- und Archivlink gemäß Anleitung und entferne dann diesen Hinweis.
8. ↑  Site der Prism Awards (Memento des Originals vom 30. Oktober 2011 im Internet Archive)  Info: Der Archivlink wurde automatisch eingesetzt und noch nicht geprüft. Bitte prüfe Original- und Archivlink gemäß Anleitung und entferne dann diesen Hinweis.

- Weitere Filmlinks:
- IMDb: Link |
- OFDb: Link |
- Filmdienst: Link |
- AFI: Link |
- Box Office Mojo: Link |
- Schnittberichte: Link |
- Synchronkartei: Link |
- TMDb: Link |
- Letterboxd: Link |
- Moviepilot: Link |
- bearbeiten